# SIMPLE 알고리즘
전산유체역학(CFD) 에서, SIMPLE 알고리즘은 나비에-스토크스 방정식을 풀기 위해 널리 이용되는 수치 해석 방법이다. SIMPLE 은 Semi-Implicit Method for Pressure Linked Equations 의 약자이다.